# Championnats du monde de tir 1933
Navigation
Édition précédente Édition suivante
Les championnats du monde de tir 1933, vingt-neuvième édition des championnats du monde de tir, ont eu lieu à Grenade et Vienne, en Espagne et Autriche, en 1933.